# Свінг (жанр)
Свінг музика, або просто свінг (англ. swing) — одна з форм американської джазової музики, що виникла на початку 1930-тих та була популярною до 1950-тих. Свінгова музика характеризується сильною ритм-секцією, у складі контрабаса та барабанів, як основа для ведучої секції духових інструментів, таких як труби, тромбони, саксофони та кларнети, а іноді і струнних інструментів, таких як скрипки і гітари. Темп свінгу може бути як і дуже повільним, так і дуже швидким. Назва свінгу походить від фрази «свінгове відчуття», де акцент робиться off-beat чи на слабу долю в музиці (на відміну від класичної музики). Свінгові бенди зазвичай мали солістів, які імпровізували з мелодією.
Танцювальний свінговий стиль бігбендів та лідерів бендів, таких як Бенні Гудман був домінуючою формою американської популярної музики з 1935 до 1946 роки, час, що відомий під назвою Ера свінгу.

## Етимологія
Термін «свінг» вперше був використаний в 1911 році для характеристики танцю Texas Tommy, під час якого партнер «розкручував» партнерку, що і відбилося в назві «свінг».

## Відомі музиканти
- Бендлідери: Каунт Бейсі, Чарлі Барнет, Лес Браун, Кеб Келловей, Джіммі Дорсі, Томмі Дорсі, Дюк Еллінгтон, Бенні Гудман, Глен Грей, Ерскін Гокінгс, Флетчер Гендерсон, Вуді Герман, Тайні Гілл, Йорл Гейнс, Гаррі Джеймс, Луї Джордан, Гел Кемп, Джін Крупа, Кей Кайзер, Джіммі Лансфорд, Гленн Міллер, Ред Норво, Глорія Паркер, Луї Пріма, Вілл Бредлі, Бадді Річ, Фред Річ, Арті Шоу, Чарлі Співак, Чік Вебб
- Аранжувальники: Ван Олександр, Ральф Бернс, Тутс Камарата, Бенні Картер, Бак Клейтон, Рей Коніфф, Едді Дарем, Дюк Еллінгтон, Білл Фінеган, Джеррі Грей, Боб Гаггарт, Бастер Гардінг, Ленні Гейтон, Піл Гефті, Флетчер Гендерсон, Горац Гендерсон, Гордон Дженкінс, Біллі Мей, Джіммі Манді, Сі Олівер, Нет Пірс, Джонні Річардс, Едгар Семпсон, Едді Сотер, Біллі Стрейгорн
- Кларнетисти: Барні Бігард, Бенні Гудмен, Пінатс Гако, Арті Шоу
- Саксофоністи: Колман Гокінгс, Бен Вебстер, Гершель Еванс, Лестер Янг, Джонні Годжес, Чарлі Паркер, Сем Батера, Чарлі Барнет, Джіммі Дорсі, Глен Грей, Віллі Сміт, Отто Гардвік, Йорл Варрен, Відо Массо, Джорджі Олд, Бад Фріман, Едді Міллер, Ерні Какерес, Текс Бенеке, Аль Клінк, Тоні пастор, Чу Беррі
- Трубачі: Луї Армстронг, Банні Беріган, Біллі Баттерфілд, Бак Клейтон, Рой Елдридж, Зіггі Елман, Гаррі Едісон, Гаррі Джеймс, Гот Ліпс Пейдж, Луї Пріма, Чарлі Співак, Кутті Вільямс
- Тромбоністи: Томмі Дорсі, Джек Джинні, Гленн Міллер, Фред Річ, Джек Тігарден
- Контробасисти: Арті Бернштейн, Джіммі Блентон, Боб Гаггарт, Мілт Гінтон, Джон Кірбі, Волтер Пейдж, Слем Стюарт
- Вібрафоністи: Лайонел Гемптон, Ред Норво
- Піаністи: Каунт Бейсі, Нет Кінг Коул, Дюк Еллінгтон, Йорл Гейнс, Нет Джейфф, Джеллі Ролл Мортон, Джесс Стейсі, Арт Татум, Тедді Вілсон, Фетс Воллер
- Ударники: Сід Кетлетт, Сонні Гріг, Джо Джонс, Джин Крупа, Бадді Річ, Чік Вебб
- Гітаристи: Оскар Алман, Чарлі Крістіан, Фреді Грін, Джанго Рейнхардт
- Скрипалі: Свенд Асмуссен, Стефан Граппеллі, Рей Нанс, Едді Сауз, Джо Венутті
- Акордеоністи: Арт Ван Дам, Джон Серрі Ср.
- Співаки: Марта Тілтон, Бі Вейн, Боб Еберлі, Рей Еберлі, Дін Мартін, Дік Геймс, Френк Сінатра, Текс Бенеке, Гелен Вард, Гелен Форрест, Гелен О'Конелл, Маріон Гаттон, Кітті Келлен, Сестри Ендрюс тощо.